# Batana

Batána it. batella, battana, (nar. ščifa) je tip lesenega čolna, ki so ga nekoč v tržaškem zalivu, ob obalah Istre in drugod na Jadranu uporabljali za ribolov, prevoz tovora in kot pomožni čoln braceram, trabakulam itd. 

## Zgodovina
Ribiči so se na ribolov ob obalah Istre nekdaj tradicionalno odpravljali s čolni na vesla. Tak čoln se imenuje batána in sodi med najbolj razširjene tipe preprostega ribiškega čolna na Jadranu, poznan je pod različnimi imeni. Slovenci v Tržaškem zalivu med Trstom in Timavo batano imenujejo »betjeu«.
Čeprav batana danes predstavlja preprost majhen čoln s ploskim dnom in s t.i. zrcalom na krmi, pa novejše raziskave izpričujejo, da so bile starejše batane lahko tudi večjih dimenzij, imele so do dva jamborja in rahlo zaobljeno dno. 
V redkih primerih so imele krmno statev in zaobljeno krmo, kakor guc in sorodni topo, kar izpričuje tudi maketa batane Rara iz Savudrije.

## Opis in uporaba
Nobena batana ni povsem enaka drugi. Klasična istrska je dolga 4 do 6 metrov, ima ravno dno, ki pa je po dolžini rahlo ukrivljeno, krmo zapira ravna deska, ki ji rečejo zrcalo. Na splošno so istrske batane izdelane v povprečju bolj trebušasto kakor batane iz drugih jadranskih obal. Boka potekata od premca do krme v precej enakomernem, vendar pri sredini v nekoliko večjem loku.
Oplata je izdelana iz dveh ali treh desk v eni dolžini, kar prispeva k trdnosti plovila. Narejena je iz različnih vrst poceni lesa. Ogrodje z rebri je največkrat iz hrasta, murve, bora ali bresta, oplata in paluba iz jelke ali iz macesna. Batana ima v dnu po dolžini ogrodje, ki mu rečejo paramezal in lahko služi tudi kot nosilec jambora. 
Batane so se uporabljale za ribolov na dva načina in sicer z majhnim trapezastim jadrom na jamboru ali le na dve vesli, ki sta bili med veslanjem stoje položeni med leseni vilici na prečnem drogu, poimenovanem bracara. Nekaj značilnosti »batáne« ima tudi drugi podoben manjši čoln na vesla, poznan pod imenom »ščifa« ali »batelina«, medtem ko se je za velike batane ohranilo poimenovanje »batelon«.

### Značilnosti
Batana sodi med najbolj enostavna ribiška lesena plovila, z ravnim dnom in brez kobilice. Značilnost batane je prav velikost, saj zaradi razmeroma majhne prečne širine tradicionalne batane ne omogočajo opiranja z vesli na bočnih straneh, pri stoječem veslanju.
Najmanjše batane so bile popolnoma odprte, bile so brez palube, pogosto brez kobilice. Poganjali so jih z vesli, danes pa z majhnim izvenkrmnim motorjem. 
Popolnoma opalubljene batane z jadri so bile pogosto nekoliko večje od preostalih, saj so bile namenjene za ribolov na odprtem in bolj valovitem morju. Ker so imele pred valovi zaščiteno notranjost, so lahko vanje naložili več ribolovne opreme in orodja. 

## Istrske batane

### Različice istrskih batan
- dvoaštna batana
- batana z ravnimi boki
- batana z zakrivljenimi boki
- savudrijska batana
- batana z V-dnom
- rovinjska batana
- batana s polkrožno krmo
- prečna batana
- batelina
- velika batana / batelon
- batana s kobilico

## Z batano povezani izrazi
- feral - močna luč tik nad morjem za privabljanje rib pri nočnem ribolovu
- fošina - ost na dolgem ročaju z vrvico (narečno), lahko tudi trizob
- maček - tip preprostega sidra s tremi ali štirimi kraki, še danes najpogostejše sidro na manjših plovilih
- škver (ital. squero) - manjša obrtna delavnica za izdelavo manjših in enostavnih lesenih plovil
- mezzobatana - (mezzo v italijanščini pomeni pol) je batana, ki se ne ujema povsem z definicijo batane, ampak je »tu nekje«, ker ima lastnosti tudi drugovrstnih plovil.

## Batane danes
Čeprav so nekdaj stari prebivalci Pirana skupaj s tistimi iz Rovinja sloveli kot najbolj izkušeni izdelovalci batan, so v Piranu v desetletjih po drugi svetovni vojni postopoma izgubili vse batane, saj so jih nadomestili čolni, izdelani iz umetnih materialov. Po približno 20 letih so v piranski mandrač pred leti spustili prvo povsem novo batano, ki so jo v treh tednih izdelali člani zavoda Mediteranum in jo nato po uspeli dražbi izročili novemu lastniku. Eno od novih batan je možno videti tudi na privezu v škveru pri Seči.

### Načrti
- Simič, Slobodan: Načrti tradicionalnih lesenih plovil Istre za samogradnjo: Batana s polkrožno krmo (COBISS)
- Simič, Slobodan: Načrt tradicionalnega lesenega plovila Istre za samogradnjo: Batana z zakrivljenimi boki (COBISS)
- Simič, Slobodan: Načrti tradicionalnega lesenega plovila Istre za samogradnjo: Batana z ravnimi boki (COBISS)